# Alstahaug
Alstahaug é uma comuna da Noruega, com 215 km² de área e 7 378 habitantes (censo de 2004).         

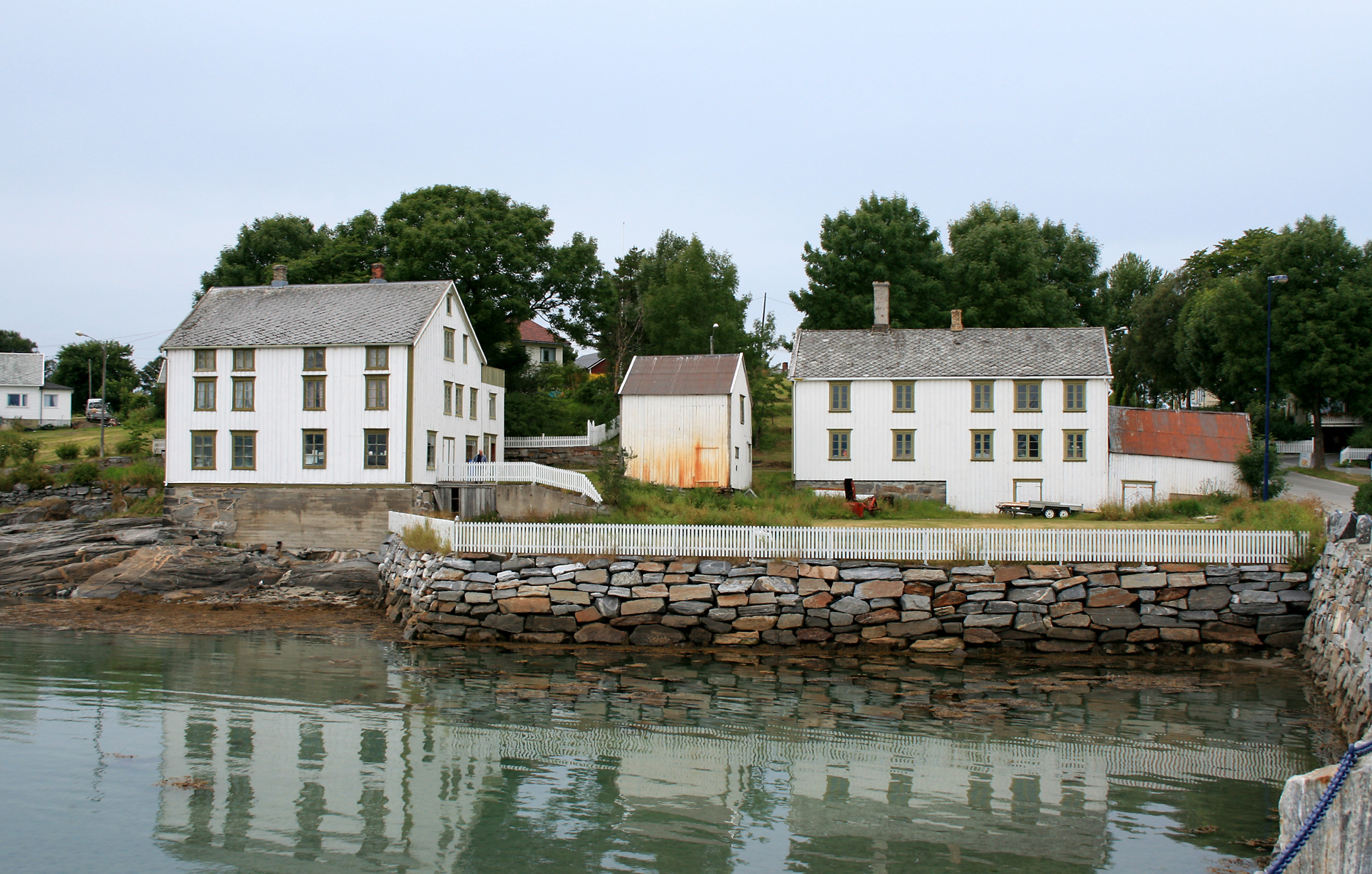
Centro histórico em Tjøtta.